# Glomosporiaceae
Glomosporiaceae Cif.– rodzina grzybów z rzędu Urocystidales.

## Systematyka
Pozycja w klasyfikacji według Index Fungorum: Glomosporiaceae, Urocystidales, Incertae sedis, Ustilaginomycetes, Ustilaginomycotina, Basidiomycota, Fungi.
Takson utworzył Raffaele Ciferri w 1963 r. Według aktualizowanej klasyfikacji CABI databases, bazującej na Dictionary of the Fungi, do rodziny tej należą dwa rodzaje:
- Glomosporium Kochman 1939
- Thecaphora Fingerh. 1836[2].

Nazwy naukowe na podstawie Index Fungorum.